# Séminaire Max-Reinhardt
Ne doit pas être confondu avec  École d'art dramatique Max Reinhardt.
Le Séminaire Max Reinhardt (allemand : Max Reinhardt Seminar) est une école d'art dramatique autrichienne. Fondé en 1928 par Max Reinhardt et situé dans le quatorzième arrondissement de Vienne, il est abrité dans le Palais Cumberland, en face du château de Schönbrunn. Il dépend de l'Académie de musique et des arts du spectacle de Vienne

## Histoire

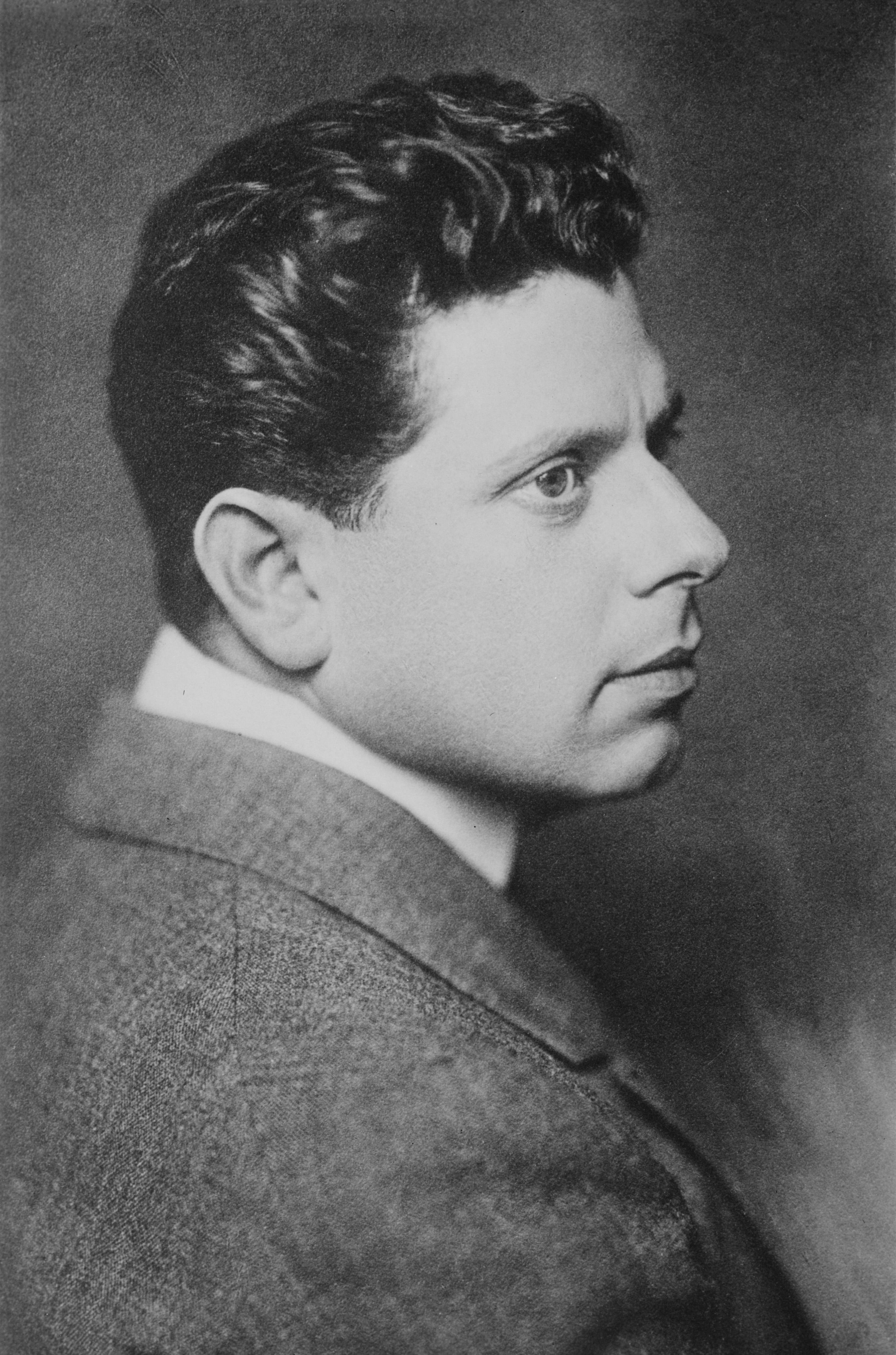
Max Reinhardt photographié en 1911 par Nicola Perscheid.

Le Séminaire Max Reinhardt fut inauguré le 13 novembre 1928 au château de Schönbrunn par Richard Schmitz, alors ministre de l'éducation, en tant que Schauspiel- und Regieschule der Fachhochschule für Musik und darstellende Kunst. Il proposait un programme qui ne ressemblait pas à la formation classique de l'acteur en offrant un enseignement global : cinéma, danse, acrobatie, techniques du spectacle vivant, histoire du théâtre, culture générale.
Après la dissolution de la Fachhochschule für Musik und darstellende Kunst le 1er septembre 1931, le séminaire a été maintenu en tant qu'institut privé (Académie Reinhardt) et l'école a continué à être basée au théâtre du château de Schönbrunn
Ce fut Emil Geyer (de) (metteur en scène et directeur du Theater in der Josefstadt) qui le dirigea de 1930 à 1938, et de nombreuses personnes liées à Max Reinhardt et partageant ses idéeaux y enseignèrent : Hans Thimig (qui dirigera le Séminaire en 1959), Joseph Gregor (enseignant entre 1932 et 1938, puis de 1943 à 1945), Paul Kalbeck (de), Zdenko Kestranek, Friedrich Schreyvogl, Emil Kläger (de) et Erhard Buschbeck. La scénographie fut enseignée par Alfred Roller et Oskar Strnad, puis Otto Niedermoser à partir de 1935, avec des cours qui avaient lieu à l'université des arts appliqués de Vienne. La mise en scène fut quant à elle enseignée par Paul Kalbeck, Otto Preminger et Max Reinhardt lui-même.
L'école se voulait internationale, et il y avait non seulement des Anglais et des Suisses, mais aussi des Russes, des Finlandais, des Suédois, des Néerlandais et des Japonais, dont les frais de scolarité étaient vitaux pour la survie du séminaire. Il y a même eu des représentations en anglais pour préparer les étudiants à une carrière internationale.
Au cours de l'année académique 1934/1935, un département de scénographie fut créé sous la direction d'Alfred Roller et d'Oskar Strnad. Le programme d'études comprenai-t la stylistique de la construction, de l'ameublement et de l'habillement, la psychologie de la conception scénique, l'éclairage, la technologie scénique, le plan, le dessin, le modelage, la peinture, le moulage, etc.
Après l'Anschluss de l'Autriche, la plupart des enseignants, mais aussi de nombreux étudiants et diplômés ont dû fuir en exil pour échapper aux persécutions des nazis. L'école fut débaptisée et renommée Schauspiel- und Regieseminar Schönbrunn, et elle fut rattachée à la Reichshochschule. Otto Niederführ en devint le directeur et mit en œuvre l'aryanisation. En 1940, l'école fut déplacée au Palais Cumberland. Elle fut renommée Schauspielschule des Burgtheaters avant de prendre son nom actuel en 1945.

## Anciens directeurs
- 1945 : Hans Thimig
- 1946-1948 : Oscar Deléglise
- 1948 : Heinz Schulbaur
- 1948-1954 : Helene Thimig
- 1954-1959 : Hans Niederführ
- 1959-1960 : Hans Thimig
- 1960 : Hans Jaray
- 1960-1977 : Helmut Schwarz (Regisseur) (de)
- 1977 : Bruno Dallansky
- 1977-1983 : Walter von Hoesslin (de)
- 1983-1989 : Hermann Kutscher
- 1989-1999 : Nikolaus Windisch-Spoerk
- 1999-2002 : Hubertus Petroll (de)
- 2002-2004 : Günther Einbrodt
- 2004-2012 : Hubertus Petroll (de)
- 2012-2014 : Hans Hoffer
- A partir d'octobre 2014, le séminaire Max Reinhardt a été dirigé pour la première fois par une équipe composée de Tamara Metelka[3], Anna Maria Krassnigg, Peter Roessler et Grazyna Dylag. Après la démission d'Anna Maria Krassnigg, l'équipe de direction a été réformée en 2017 et se composait de Tamara Metelka, Peter Roessler, Florian Reiners et Grazyna Dylag. En janvier 2020, cette équipe démissionna, et Maria Happel assure dorénavant la direction[4],[5],[6]

## Professeurs et anciens professeurs
- Luc Bondy
- Giorgio Strehler

## Anciens élèves

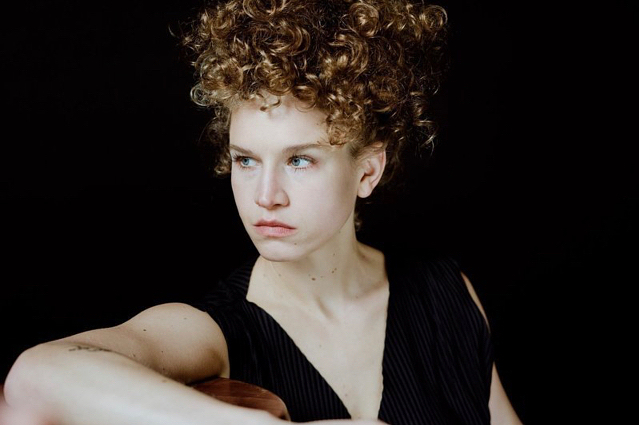
Yohanna Schwertfeger (de)
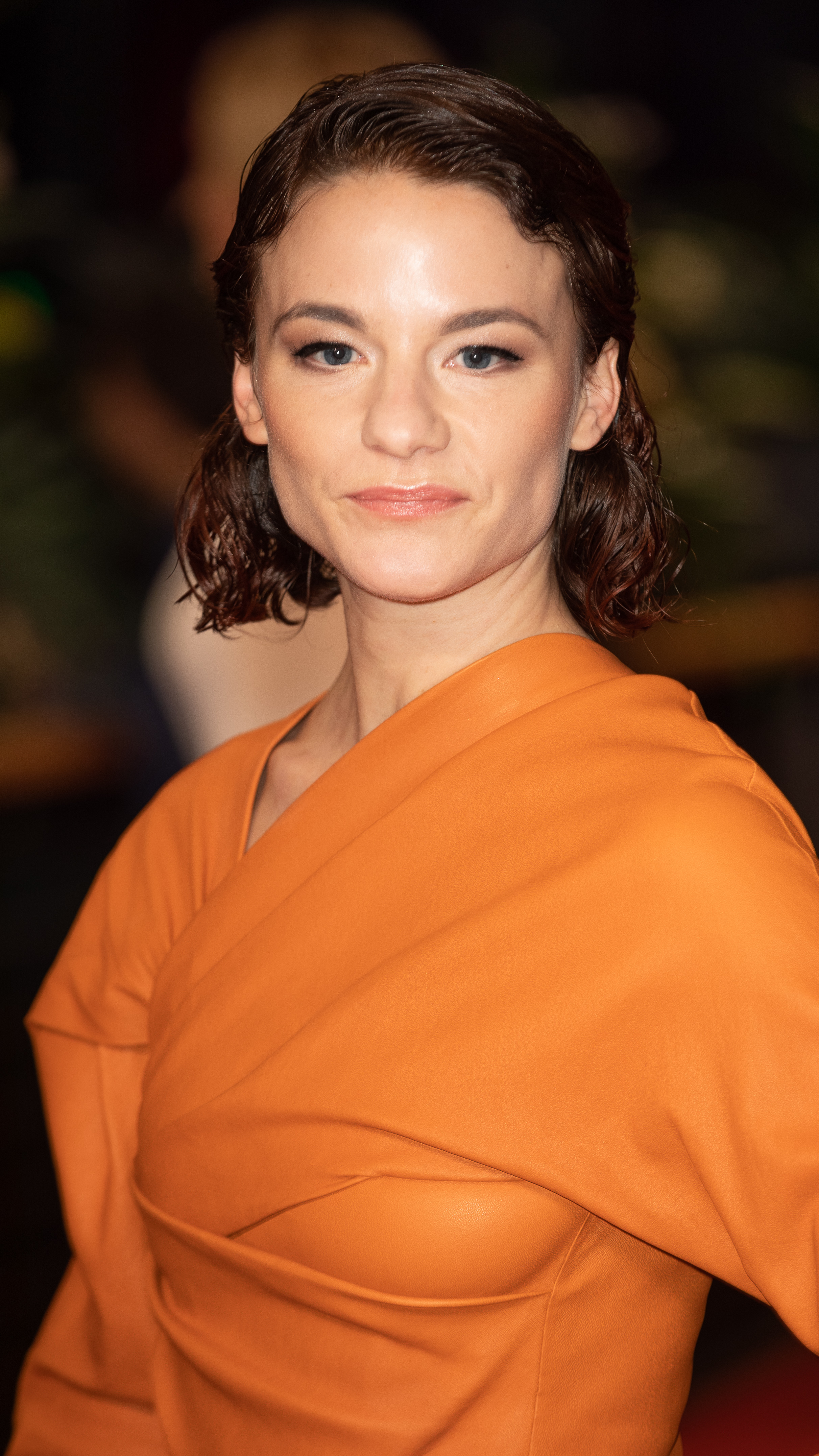
Valerie Pachner
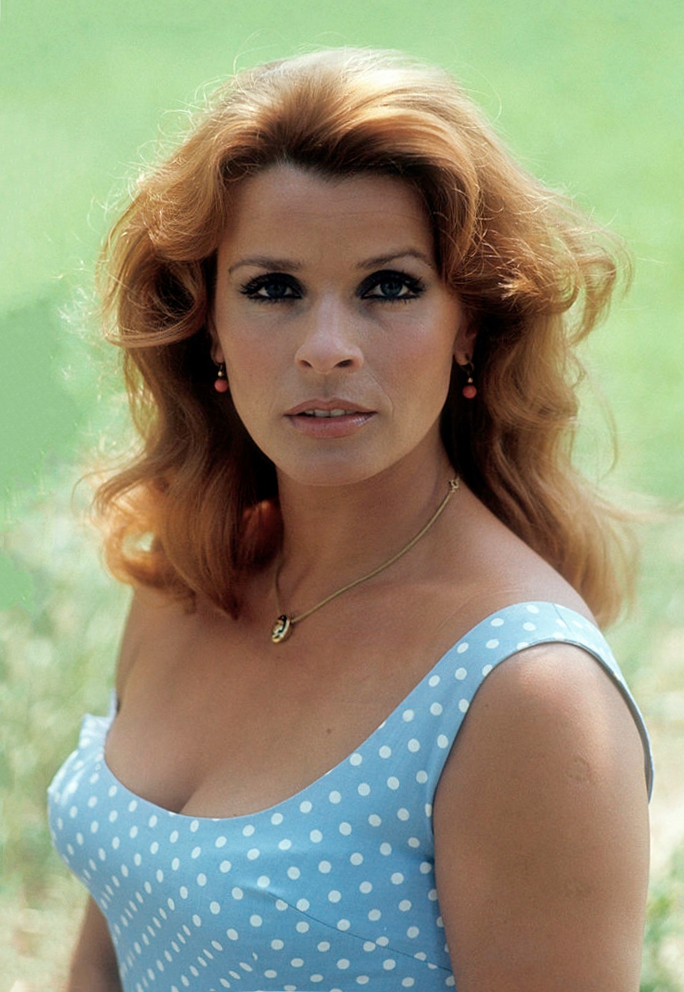
Senta Berger
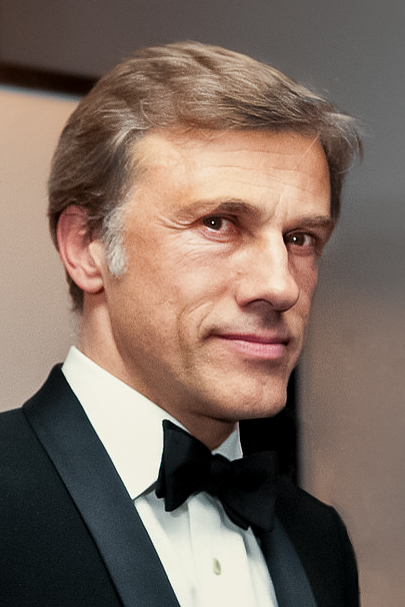
Christoph Waltz
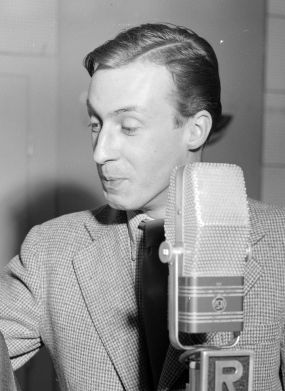
Peter Alexander
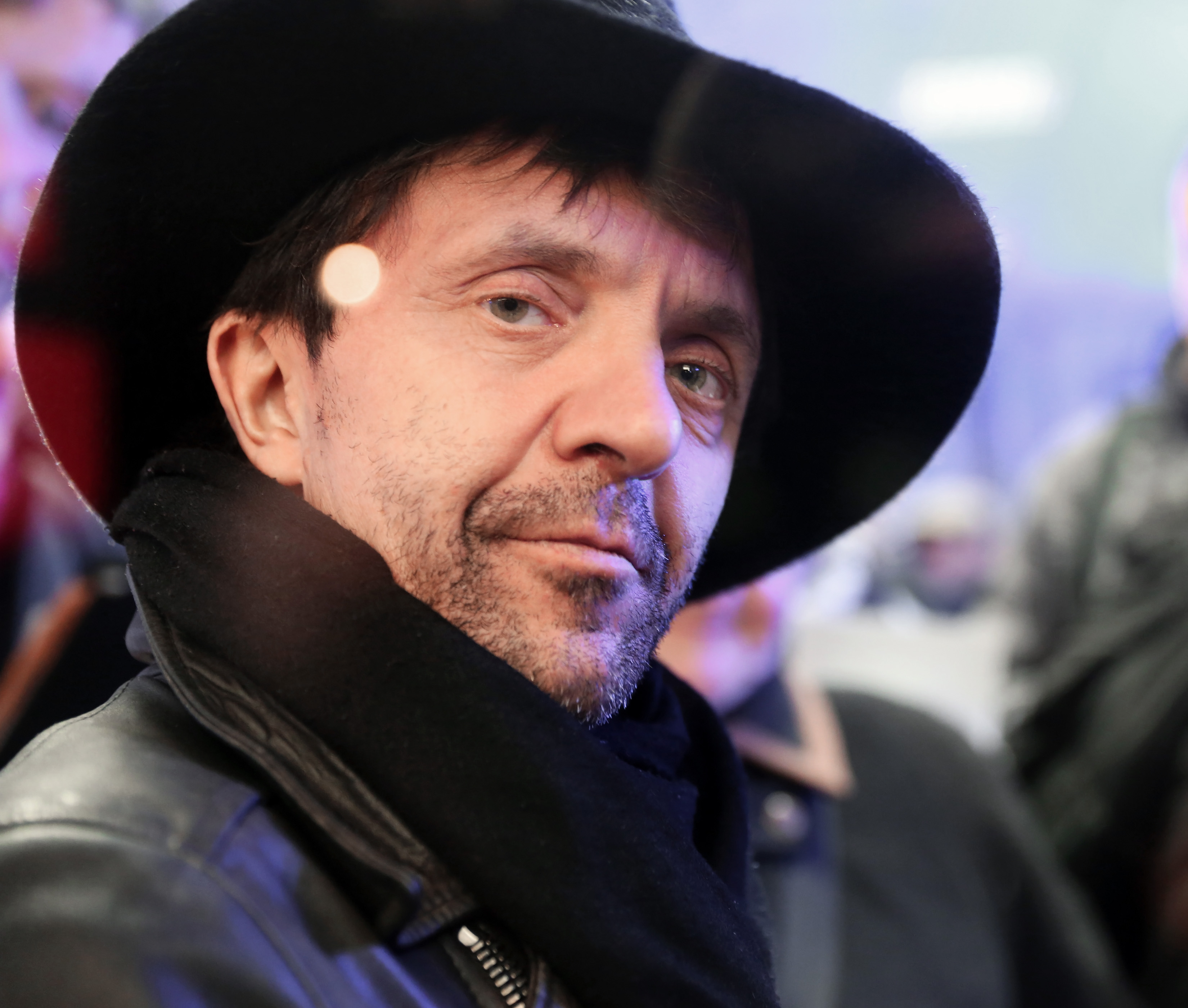
David Bennent
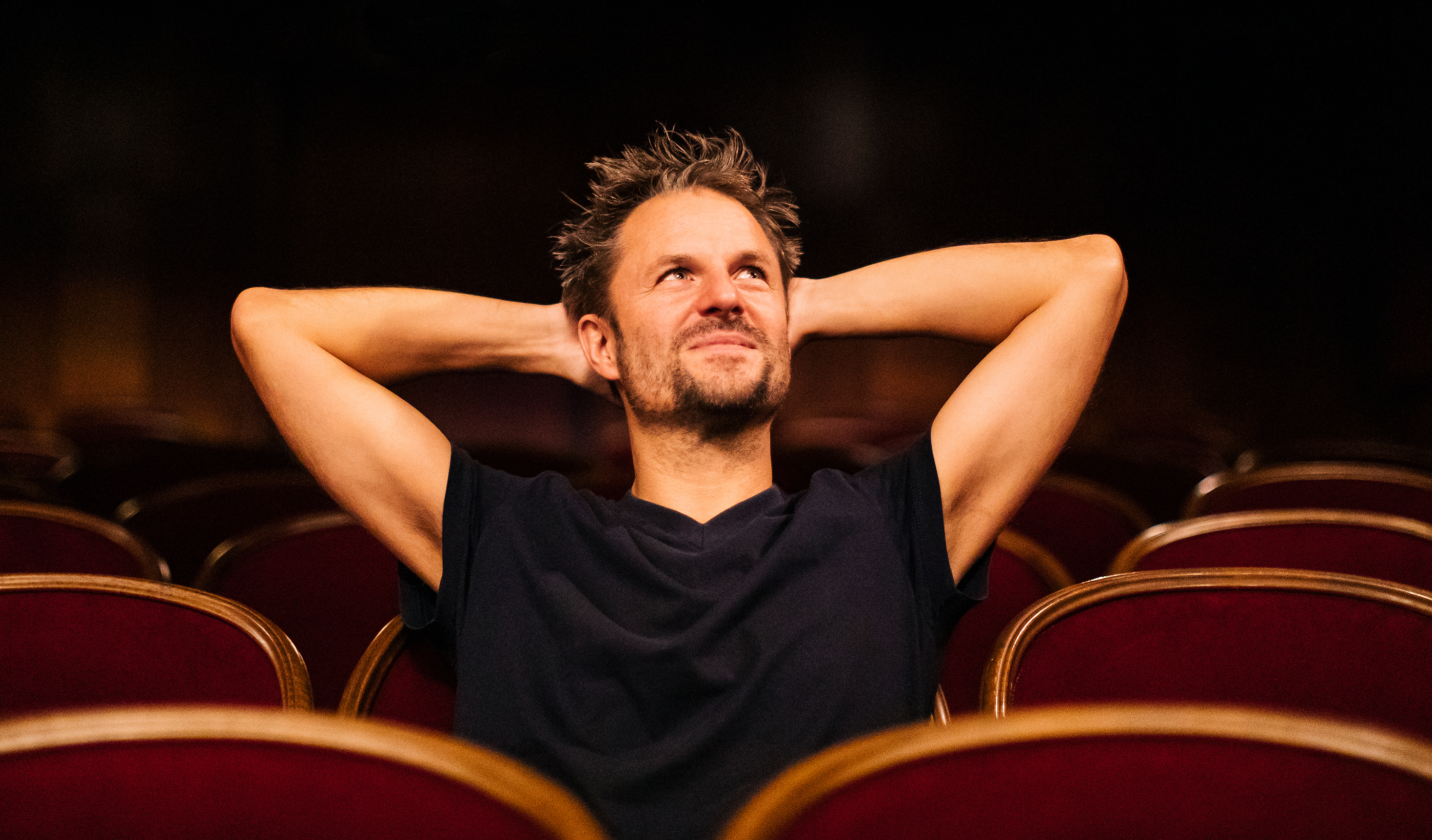
Philipp Hochmair

- Daniel Aichinger
- Peter Alexander
- Therese Affolter
- Brigitte Antonius
- Klaus Bachler
- Anna Badora
- Gabriela Badura
- Gabriel Barylli
- Maria Becker
- Thorsten Becker
- Günther Beelitz
- David Bennent
- Achim Benning
- Senta Berger
- Thomas Birkmeir
- Monica Bleibtreu
- Sebastian Blomberg
- Henriette Blumenau
- Christine Böhm
- Siegfried Breuer jr.
- Herbert Brödl
- Volker Bruch
- Christine Buchegger
- Ingrid Burkhard
- Eric P. Caspar
- Thomas Clemens
- Katharina Dalichau
- Bruno Dallansky
- Walter Davy
- Vilma Degischer
- Hans Deppe
- Erika Deutinger
- Marthe Lola Deutschmann
- Timo Dierkes
- Birgit Doll
- Gerti Drassl
- Annemarie Düringer
- Fritz Eckhardt
- Inge Egger
- Maria Emo
- Eduard Erne
- Peter Eschberg
- Richard Eybner
- Bigi Fischer
- O. W. Fischer
- Bernd Fischerauer
- Albert Fortell
- Emanuela von Frankenberg
- Daniel Fritz
- Alexander Goebel
- Hans Gratzer
- Hermann Große-Berg
- Peter Gruber
- Stefan Gubser
- Franziska Hackl
- Doris Harder
- Nicole Heesters
- Ralph Herforth
- Miguel Herz-Kestranek
- Adi Hirschal
- Elisabeth Höbarth
- Philipp Hochmair
- Robert Hochner
- Klaus Hoffmann
- Peter Holliger
- Hans Hollmann (de)
- Christiane Hörbiger
- Maresa Hörbiger
- Paul Hubschmid
- Till Huster
- Hannes Jaenicke
- Helmut Janatsch
- Michael Janisch
- Gerrit Jansen
- Gertraud Jesserer
- Rudolf Jusits
- Götz Kauffmann
- Eva Kerbler
- Hermann Killmeyer
- Eva Klemt
- Fritz Klingenbeck
- Christian Kohlund
- Inge Konradi
- Hubsi Kramar
- Anna Maria Krassnigg
- Eva Kryll
- Günter Lamprecht
- Walter Langer
- Lotte Ledl
- Ute Lemper
- Fred Liewehr
- Klaus Löwitsch
- Ulli Maier
- Gustav Manker
- Paulus Manker
- Katharina Manker
- Heta Mantscheff
- Ernst Wolfram Marboe
- Heinz Marecek
- Franz Marischka
- Winnie Markus
- Louise Martini
- Johanna Matz
- Bruno Max
- Ernst Meister
- Rudolf Melichar
- Marisa Mell
- Edith Mill
- Marcello de Nardo
- Birgit Minichmayr
- Georg Mittendrein
- Christoph Moosbrugger
- Hans Neuenfels
- Elisabeth Orth
- Dominic Oley
- Christine Ostermayer
- Valerie Pachner
- Erich Padalewski
- Dorothea Parton
- Nikolaus Paryla
- Michael Pascher
- Romuald Pekny
- Erika Pelikowsky
- Maria Perschy
- Gunther Philipp
- Ludger Pistor
- Erika Pluhar
- Eric Pohlmann
- Rudolf Prack
- Helmut Qualtinger
- Hortense Raky
- Felix Rech
- Antonia Reininghaus
- Stefanie Reinsperger
- Angelika Richter
- Traute Richter
- Sophie Rois
- Michael Rotschopf
- Klaus Rott
- Sieghardt Rupp
- Nina Sandt
- Hertha Schell
- Thomas Schendel
- Otto Schenk
- Heinz Schimmelpfennig
- Annette Schleiermacher
- Aglaja Schmid
- Walter Schmidinger
- Marianne Schönauer
- Gytta Schubert
- Bettina Schwarz
- Heinrich Schweiger
- Yohanna Schwertfeger (de)
- Mona Seefried
- Helli Servi
- Olivia Silhavy
- Toni Slama
- Kitty Speiser
- Martin Sperr
- Ernst Stankovski
- Elisabeth Stepanek
- Andreas Steppan
- Lena Stolze
- Alexander Strobele
- Otto Tausig
- Florian Teichtmeister
- Curth Anatol Tichy
- Nadja Tiller
- Anne Tismer
- Elisabeth Trissenaar
- Heinz Trixner
- Gerald Uhlig
- Ellen Umlauf
- Markus Völlenklee
- Alexander Wächter
- Michael Wallner
- Christoph Waltz
- Jens Wawrczeck
- Peter Weck
- Heidelinde Weis
- Ilse Werner
- Paula Wessely
- Rudolf Wessely
- Heddy Maria Wettstein
- Bernhard Wicki
- Klaus Wildbolz
- Ulrich Wildgruber
- Herbert Wochinz
- Johanna Wokalek
- Loretta Wollenberg
- Horst Zankl
- Vitus Zeplichal
- August Zirner (en)
- Johannes Zirner
- Heinz Zuber